# Colin Quinn
Colin Edward Quinn (Brooklyn, 6 de junio de 1959) es un actor, comediante y escritor estadounidense, reconocido por su trabajo en Saturday Night Live y en el programa de Comedy Central Tough Crowd with Colin Quinn. Sus participaciones notables en cine incluyen el papel de Dooey en A Night at the Roxbury, de Dickey Bailey en Grown Ups y como el padre de Amy Schumer en Trainwreck. 

## Filmografía

### Cine
| Año  | Título                 | Papel         | Notas      |
| ---- | ---------------------- | ------------- | ---------- |
| 1983 | Rock 'n' Roll Hotel    | DJ            |            |
| 1987 | Three Men and a Baby   | Empleado      |            |
| 1988 | Crocodile Dundee II    |               |            |
| 1988 | Married to the Mob     | Detective     |            |
| 1993 | Who's the Man?         | Frankie Flynn |            |
| 1998 | A Night at the Roxbury | Dooey         |            |
| 2003 | Crooked Lines          | Comprador     |            |
| 2006 | Home                   | Él mismo      | Documental |
| 2008 | Harold                 | Reedy         |            |
| 2009 | Paper Boys             |               |            |
| 2010 | Grown Ups              | Dickie Bailey |            |
| 2012 | That's My Boy          |               |            |
| 2013 | Grown Ups 2            | Dickie Bailey |            |
| 2015 | Trainwreck             | Gordon        |            |
| 2016 | Booted                 |               |            |
| 2017 | Sandy Wexler           | Kevin Connors |            |

### Televisión
| Año       | Título                              | Papel               | Notas        |
| --------- | ----------------------------------- | ------------------- | ------------ |
| 1987–1990 | Remote Control                      |                     |              |
| 1988      | The Cosby Show                      | Davey Herbeck       | 1 episodio   |
| 1988      | 2 Hip 4 TV                          | Presentador         |              |
| 1989      | Men                                 | Baltimore           | 1 episodio   |
| 1989      | Caroline's Comedy Hour              | Invitado            | 2 episodios  |
| 1989–1990 | True Blue                           |                     | 2 episodios  |
| 1990      | Manly World                         |                     |              |
| 1992      | The Ben Stiller Show                |                     | 1 episodio   |
| 1992      | Gaudy, Bawdy & Blue                 | Mulligan            | Telefilme    |
| 1995      | The Larry Sanders Show              | Cully               | 1 episodio   |
| 1996–2000 | Saturday Night Live                 | Miembro del reparto | 97 episodios |
| 1996      | The Christmas Tree                  | Tom                 | Telefilme    |
| 1997      | Pulp Comics: Jim Breuer             |                     | 1 episodio   |
| 1997      | Space Ghost Coast to Coast          | Él mismo            | 1 episodio   |
| 2002      | The Colin Quinn Show                |                     | 3 episodios  |
| 2002–2004 | Tough Crowd with Colin Quinn        | Presentador         |              |
| 2003      | Windy City Heat                     | Invitado            | Telefilme    |
| 2008      | What About Sal?                     | O'Brien             | Telefilme    |
| 2011      | Cheat                               |                     | Telefilme    |
| 2013–2017 | Girls                               | Hermie              | 8 episodios  |
| 2014      | The Awesomes                        | Jeff Apelstein      | 7 episodios  |
| 2014–2015 | Inside Amy Schumer                  |                     | 2 episodios  |
| 2015      | The Nightly Show with Larry Wilmore | Pinocchio           | 1 episodio   |
| 2015      | The Jim Gaffigan Show               | Él mismo            | 1 episodio   |

### Como escritor
| Año       | Título              | Notas                            |
| --------- | ------------------- | -------------------------------- |
| 1993      | In Living Color     | 8 episodios                      |
| 1995–1997 | Saturday Night Live | 40 episodios                     |
| 1996      | Celtic Pride        | Película escrita con Judd Apatow |
| 2014–2016 | Cop Show            | 26 episodios                     |